# 11 Batalion Łączności

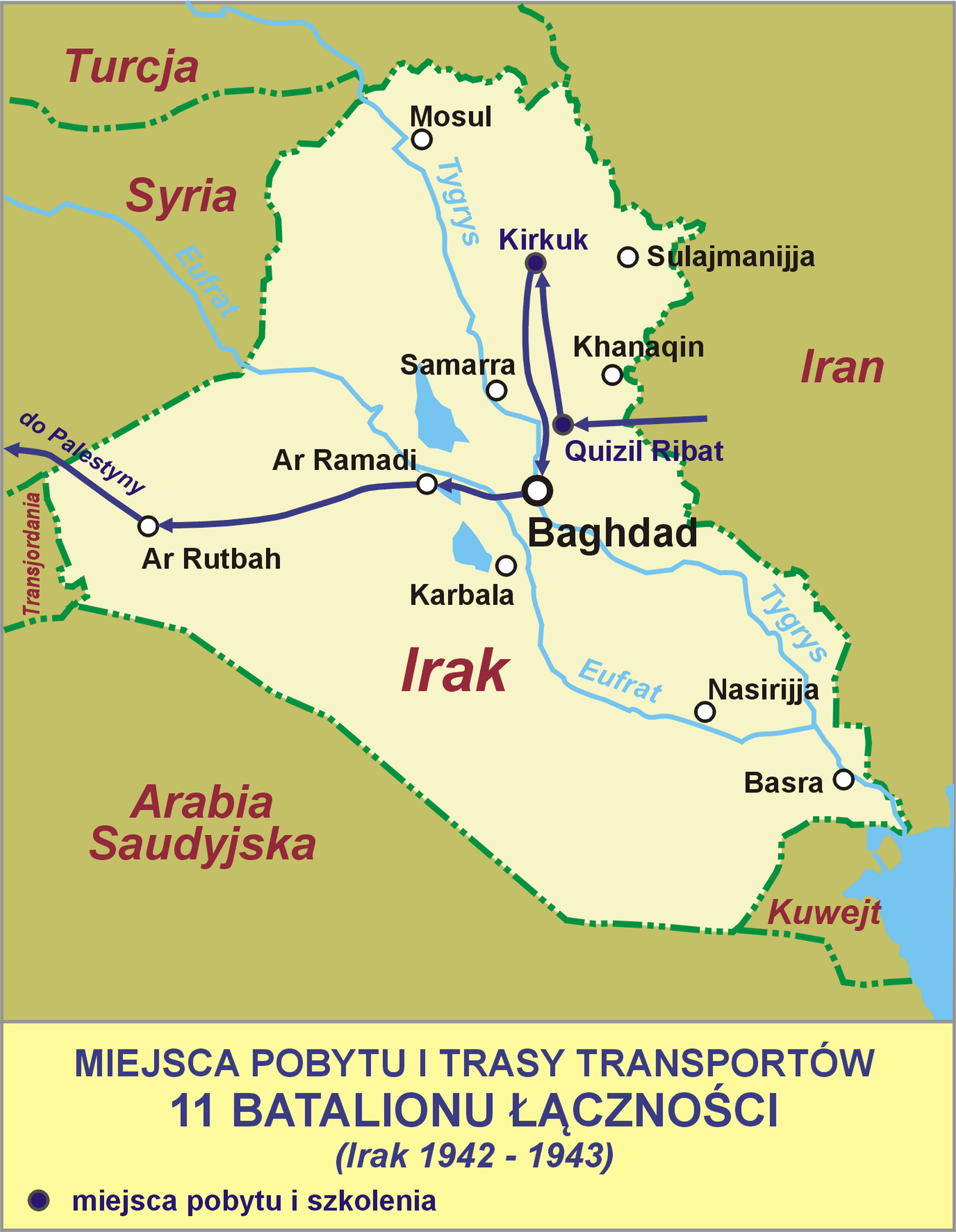

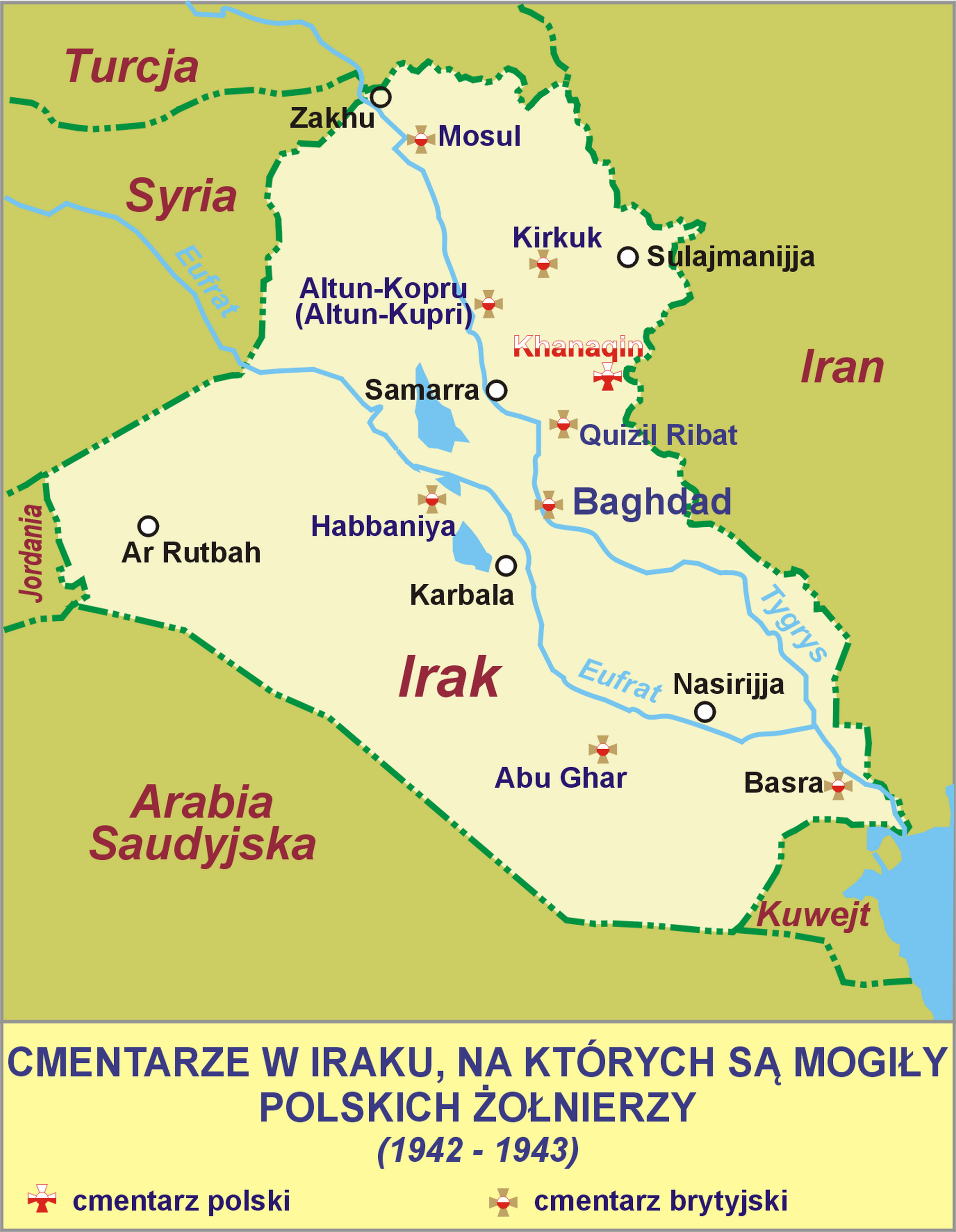

11 Batalion Łączności – oddział łączności Polskich Sił Zbrojnych.
W lipcu 1943 przemianowany na 11 Batalion Łączności Korpusu. zapewniał łączność korpusu w kampanii włoskiej: nad rzeką Sangro, pod Monte Cassino, Pescara, Loreto, Arezzo, i Bolonią. Stracił 7 poległych i 18 rannych. Rozformowany w Wielkiej Brytanii 7 lipca 1947.

## Formowanie i zmiany organizacyjne
27 października 1941 w Polskich Siłach Zbrojnych w ZSRR rozpoczęto formowanie sztabowej kompanii łączności. Jej zadaniem było zapewnienie łączności pomiędzy dowództwem armii a jednostkami podległymi. Ponadto utrzymywać miała łączność z ambasadą w Kujbyszewie, Londynem i Teheranem. 26 lutego 1942 zdecydowano sformować, a 19 marca 1942 roku dowódca Armii podpisał rozkaz o utworzeniu 1 pułku łączności o planowanych trzech batalionach liniowych i czasowo jednym batalionie szkolnym. Dowódcą pułku został mjr Roman Banaszak, były dowódca łączności Okręgu Korpusu Nr III w Grodnie. Miejscem organizacji pułku była miejscowość Wieliko Aleksiejewskaja. W pierwszej fazie sformowano tylko dwie kompanie – sztabową i kablową. Rozpoczęto szkolenie i zorganizowano pierwsze kursy w ramach równolegle organizowanego w ramach pułku batalionu szkolnego. 1 pułkłŁączności nigdy planowanego stanu nie osiągnął. Do chwili wyjazdu w ramach pułku funkcjonowały trzy kompanie, a w ramach batalionu szkolnego dwie kompanie i kierownictwa czterech kursów. W ramach drugiej ewakuacji 19 sierpnia 1942 pułk na statku „Żdanow” przypłynął z Krasnowodzka do irańskiego portu Pahlevi. Tam otrzymał nowe umundurowanie i po krótkim odpoczynku transportem samochodowym przegrupował się do Quizil Ribat w Iraku.
Pułk liczył wówczas 9 oficerów i 450 szeregowych. Braki etatowe wymusiły reorganizację pułku. 26 października 1942 rozkazem L.dz. 544/I/Tj. dowódcy Armii Polskiej na Wschodzie 1 pułk łączności został rozformowany, a na jego bazie zorganizowano batalion łączności armii i 12 etapową kompanię łączności. W skład nowo formowanych pododdziałów, oprócz 1 p łączn., weszli też żołnierze batalionu łączności II Korpusu Strzelców oraz uzupełnienia z batalionów łączności 5., 6. i 7. Dywizji Piechoty, a także 3 Karpackiego Batalionu Łączności.
9 marca 1943 batalion łączności armii przeformowano na 11 batalion łączności. Stan etatowy batalionu wynosił 29 oficerów i 616 szeregowych.
15 maja 1943 batalion zmienił miejsce postoju z Quizil Ribat na Kirkuk. Przeniesienie odbyło się własnymi środkami transportowymi w trzech rzutach.
20 lipca 1943 przemianowano batalion na 11 batalion łączności korpusu. Na mocy tego rozkazu rozwiązano 3 kompanię łączności artylerii, podzielono ją na dwa odrębne plutony dla dowódcy artylerii 2 Korpusu i Dowództwa 2 Grupy Artylerii. W sierpniu 1943 roku skład batalion wypoczywał w okolicach przełęczy Rawanduz. W sierpniu i w pierwszych dniach września batalion w trzech rzutach przeszedł do Palestyny. Ostatni rzut batalionu przybył do obozu „Kilo 89” po zlikwidowaniu ośrodka łączności w Kirkuku. W dalszym ciągu prowadzono szkolenie w batalionie i organizowano łączność podczas ćwiczeń i manewrów obu rzutów dowództwa korpusu i jednostek artylerii korpusu. Szkolono specjalistów łączności z wszystkich jednostek korpusu.
20 października 1943 r. 11 pluton radio spec. i 12 pluton informacyjny spec. zostały dyslokowane na Cypr, gdzie pracowały do 13 grudnia 1943.
Od 1 do 4 grudnia batalion wraz Dowództwem 2 KP przemieścił się do Egiptu do obozu wojskowego w Quassasin. Tu nastąpiło pełne uzupełnienie broni, sprzętu i wyposażenia bojowego. Prowadzono szkolenie radio i jednocześnie partiami ze szkieletową obsługą wysyłano do Włoch sprzęt, pojazdy i wyposażenie w okresie od 10 grudnia 1943 r. do 15 stycznia 1944 roku. 17 stycznia batalion został dyslokowany do obozu Almirya, a 20 stycznia z Aleksandrii wypłynął do Włoch statkiem „Ranchi”.

## Działania bojowe

### Przerzut batalionu do Włoch i udział w walkach nad Sangro
Dnia 25 stycznia 1944 roku większość 11 batalionu łączności wylądowała w Taranto. Już 26 stycznia 2 kompania uruchomiła ośrodek łączności dowództwa korpusu w Motola oraz budowała linie telefoniczne dla kwatermistrzostwa korpusu. Natomiast 2 lutego część 1 kompanii rozwijała ośrodek łączności I rzutu korpusu w miejscowości Vinchiaturo. Pozostałe pododdziały batalionu wraz ze sprzętem sukcesywnie dołączały do połowy marca 1944 roku. 18 lutego dowództwo batalionu wraz 1 kompanią zajęły miejscowość San Giuliano, tam przystąpiono pomiędzy 26 lutego do 9 marca do odtworzenia 3 kompanii łączności. 27 lutego II rzut dowództwa korpusu wraz z 2 kompanią przemieścił się do Campobasso, a do dowództwa batalionu dołączyła kompania dowodzenia. Od 1 marca 1944 roku plutony budowlane 1 i 2 kompanii rozpoczęły remont stałej linii telefonicznej na zapleczu obrony 2 KP o długości 126 kilometrów, co trwało do 22 marca z uwagi na brak środków materiałowych. I rzut dowództwa korpusu przesunął się do Cantalupo, a II rzut do Bajano – spowodowało to konieczność zwijania i rozwijania ośrodków łączności i sieci telefonicznych przez 1 i 2 kompanie. Za zmianą miejsca pracy 1 i 2 kompanii przesunęło się w pobliże do wsi Roccamandolfi dowództwo batalionu wraz z kompanią dowodzenia i poza kompanijnymi pododdziałami batalionu. Zbudowano ponadto wysunięty ośrodek łączności korpusu w m. Isernia i włączono go do sieci łączności korpusu, a następnie zbudowano i podłączono do sieci korpuśnej pułk artylerii pomiarowej i pułk ułanów karpackich. Batalion następnie od 14 kwietnia przekazał zbudowaną sieć telefoniczną dla jednostek łączności 10 Korpusu Brytyjskiego. Od 11 lutego do 14 kwietnia pododdziały batalionu wybudowały i wyremontowały 630 kilometrów dwuprzewodowej linii telefonicznej. Od 14 -15 kwietnia 11 batalion został wycofany na tyły wraz z 2 KP. 3 kompania w okresie od 23 lutego do 15 kwietnia budowała sieć łączności i obsługiwała ośrodek łączności dla dowódcy artylerii korpusu do sztabów artylerii dywizyjnych 3 i 5 dywizji i 2 grupy artylerii, a pluton przy dowódcy 2 GA do podległych mu pułków. Ponadto 11 pluton prowadził stały nasłuch stacji nieprzyjaciela. W trakcie tego etapu działań korpusu, dzienna praca obsługiwanych przez batalion ośrodka łączności I rzutu (operacyjno-bojowego) dowództwa korpusu to w zakresie: poczty służbowej 820 listów rejestrowanych, 1150 nierejestrowanych listów, rozmów i połączeń telefonicznych 1700, 220 telegramów odebranych i nadanych. ośrodek łączności II rzutu korpusu (kwatermistrzowskiego): poczty służbowej 600 listów rejestrowanych, 850 nierejestrowanych, telefonicznych rozmów i połączeń 1350, odebranych i nadanych telegramów 190. Gońcy motocyklowi obu ośrodków dziennie pokonywali co najmniej 440 kilometrów. Ponadto dzienna wewnętrzna korespondencja batalionu i jednostek przydzielonych administracyjnie, przekraczała 100 pism dziennie. Przeciętny stan ewidencyjny batalionu to 47 oficerów i 930 szeregowych. Nadmienić należy, iż 11 batalion łączności korpusu odpowiedzialny był za budowę łączności z obydwu rzutów dowództwa korpusu do podległych jednostek (dywizji, samodzielnych brygad i grupy artylerii) oraz pomiędzy dywizjami, samodzielnymi brygadami i grupami oraz podległymi bezpośrednio jednostkami niższego szczebla tj. pułkami i batalionami korpusu. Samodzielnie był też samowystarczalny w zakresie napraw sprzętu łączności, pojazdów batalionu i ładowania akumulatorów oraz zabezpieczenia gospodarczo-kwatermistrzowskiego w znacznym oddaleniu na ogół w terenie górskim poszczególnych członów batalionu (cały obszar zajmowany przez korpus).

### Udział w bitwie o Monte Cassino
Od 17 kwietnia dowództwo batalionu opracowało plan łączności 2 Korpusu do bitwy o Monte Cassino, przegrupowano dowództwo batalionu, 1 kompanię łączności i część kompanii dowodzenia w pobliże (1,5 kilometra na wsch.) S. Pietro. W tym dniu 1 i 2 kompanie łączności zbudowały ośrodki łączności dla I rzutu dowodzenia korpusu w S. Vitore i II rzut dowodzenia w rejonie Venafro (3 kilometry na płd.-zach.). Batalion zbudował i włączył się w sieć łączności 8 A. Bryt. i nawiązał łączność z sąsiednim 13 Korpusem Bryt. oraz zbudował łączność do dowództwa 3 DSK w rej. Carpignone, 5 KDP w rej. Prata i do przybyłej z Egiptu 2 BPanc. w rej. Villa Volturno. W okresie od 19 do 25 kwietnia rozbudowywano sieć łączności głównie telefonicznej pomiędzy dowództwami i niejednokrotnie z uwagi na zagrożenie uszkodzeniem przez ostrzał artyleryjski dublowano ją. Pilność i wielość zdań spowodowały, iż doraźnie wspierały batalion jednostki brytyjskie łączności (51 pluton budowlany), jak i z części żołnierzy batalionu i przysłanych uzupełnień z 7 kompanii łączności 7 DP (12 żołnierzy) utworzono trzeci pluton budowlany. W dniu 4 maja 1944 roku i w dniach następnych na świeżo wybudowanej linii łączności znaleziono pułapki minowe w związku z tym z 7 Dywizji Piechoty przydzielono 12 oficerów i 62 szeregowych do patrolowania i ochrony linii telefonicznych. W dniach 7–10 maja zbudowano wraz z siecią łączności (telefoniczna i radiowa) punkt obserwacyjny dowódcy korpusu oraz sieć regulacji ruchu z centralą w Villa. Całość prac odbywała się pod niemiecką obserwacją, ostrzałem artyleryjskim i 8/9 maja bombardowaniem lotniczym w wyniku którego zostało rannych 4 żołnierzy batalionu. Ponadto żołnierze batalionu zbudowali na tyłach sieć telefoniczną wraz z centralą w polowych składach zaopatrzenia i łącznością z dowództwem oddziałów zaopatrzenia i transportu włączoną w sieć łączności II rzutu dowództwa korpusu, obsługiwaną przez przydzielony 386 etapowy pluton łączności. Nadmienić należy, że łączność do dnia „D” i godz. „H” spoczywała na łączności telefonicznej (kablowej) i łącznikach. Od 12 do 19 maja 1944 roku wraz z natarciem wojsk działalność poszczególnych pododdziałów 11 batalionu polegała na obsłudze środków łączności oraz na naprawie zniszczonych ostrzałem artyleryjskim połączeń telefonicznych, w trakcie powyższej bitwy łącza były dwukrotnie bombardowane przez lotnictwo nieprzyjacielskie. Z dniem 20 maja rozpoczęto przenosić I rzut dowództwa korpusu do miejscowości Cervaro w związku z tym faktem rozbudowywano i podłączono ten ośrodek do istniejącej sieci, a do dowództwa 2 BPanc. w S. Vittore wybudowano nową linię. W związku z bitwą o Piedimonte z miasta Cassino wybudowano linię telefoniczną do rozwidlenia dróg w kierunku miejscowości Piedimonte oraz wspierano w dniach 20–21 maja niewielkimi siłami łączność w samej Grupie „Bob”. Od 20 maja częściowo rozpoczęto zwijanie sieci łączności telefonicznej i telegraficznej na zapleczu korpusu. Zasadnicze zwijanie stanowisk sieci łączności trwało do dnia 29 maja zarówno przez 1 i 3 kompanie łączności batalionu, natomiast 2 kompania pozostała z II rzutem dowództwa korpusu do dnia 2 czerwca. Batalion po zejściu z linii frontu koncentrował się obok I rzutu dowództwa korpusu w miejscowości Campobasso, jednocześnie zwijano sieć łączności z rejonu Monte Cassino. Efekt wysiłku batalionu w wyżej omawianym okresie to: przy I rzucie dowództwa – 5459 telegramów (dziennie ponad 153) 20558 listów rejestrowanych, 23609 niezarejestrowanych (dziennie ponad 1 000), komórki szyfrowe odszyfrowały 188, a zaszyfrowały 231 telegramów. W II rzucie dowództwa to: dziennie ponad 195 telegramów, 650 przesyłek rejestrowanych i ponad 1000 nierejestrowanych, 2200-2800 rozmów telefonicznych dziennie, komórki szyfrowe odszyfrowały 285, a zaszyfrowały 349 telegramów. Gońcy w tym okresie przejechali ponad 23 000 km. W okresie od 17 kwietnia do 25 maja batalion utracił jednego żołnierza poległego i 8 rannych.

### Kampania Adriatycka
11 Batalion Łączności z dniem 17 czerwca 1944 roku wysłał poszczególne swoje pododdziały do prowadzących już pościg za wycofującym się nieprzyjacielem wzdłuż wybrzeża adriatyckiego oraz organów dowodzenia II KP, celem nawiązania stałej łączności. I i II rzut dowództwa korpusu w rejonie miejscowości San Apolinaro w pobliżu San Vito z I rzutem dowództwa 3 DSK w S. Silvestro, Włoskim Korpusem gen. Utili w Chieti oraz z 12 pułkiem ułanów w Castel di Sangro. Do tych dwóch ostatnich wysłano zespoły łączności, natomiast do 3 DSK wybudowano linię telefoniczną, która toczyła walki nad rzeką Chienti. W tym czasie pozostałe pododdziały batalionu organizowały obsługę I rzutu dowództwa korpusu w Rosetto degli Abruzzi, II rzutu dowództwa w Pescara i poprzez niego z brytyjskim centrum łączności w Pescara z będącymi w II rzucie 5 KDP i 2 BPanc. Dynamiczna forma działań zmarginalizowała łączność telegraficzną i telefoniczną podatną na uszkodzenia przez własne wojska, natomiast ciężar działań z zakresu łączności został przesunięty na plutony radio i gońców motocyklowych. 24 czerwca I rzut dowodzenia korpusu został rozwinięty w Palazzo, a II do Cupra Martima. Rozpoczęto remonty stałych linii łączności telekomunikacyjnych i dobudowano polowe do 3 DSK i wprowadzonej na front 5 KDP, a także do pułku ułanów karpackich. Nazajutrz jeden z żołnierzy batalionu ranny w wyniku wybuchu miny. Z dniem 26 czerwca wydzielono dwa zespoły łączności do brytyjskiego 12 pułku lansjerów i włoskiego oddziału partyzanckiego „Banda Maiella” pod dowództwem mjr. dypl. W. Lewickiego, a kolejny 28 czerwca do włoskiej Grupy Bojowej „Nembo”. 29 czerwca rozwinięto obsługę I rzutu korpusu w Fermo, a 30 czerwca II rzutu w Porto San Giorgio. Dalszy pościg za uchodzącym wrogiem doprowadził do kolejnej zmiany lokalizacji I rzutu dowództwa do Casa Mogliana 2 lipca 1944 r. W tych dniach łączność telefoniczna pomiędzy rzutami korpusu była budowana na bazie stałych istniejących linii telefonicznych uzupełniane kablem polowym. Uruchomiono 10 sieci łączności radiowych o kryptonimach „K”, z chwilą zwolnienia tempa działań korpusu przybywało połączeń telefonicznych i telegraficznych, a zmniejszała się ilość sieci łączności radiowych do 3 sztuk. Od 3 lipca plutony budowlane batalionu przystąpiły do rozbudowy łączności telefonicznej pomiędzy wysuniętymi I rzutami dowództw: 3 DSK, 5 KDP, 2 BPanc., Gr.Boj. „Nembo” oraz Korpusu Włoskiego gen. Utili w związku z prowadzoną bitwą pod Loreto. Od 17 lipca 2 KP przystąpił do bitwy o Ankonę, I rzut dowództwa korpusu przed bitwą został rozwinięty w Recanati i drugi jako posterunek dowodzenia dowódcy korpusu w Montefano zapewniono w nim połączenia telefoniczne i telegraficzne z 5 KDP, 2 B Panc., dowództwem artylerii korpusu i korpusem gen. Utili. Z dniem 19 lipca rozwinięto ośrodek łączności I rzutu w Agugliano, a II rzutu w Loreto. W dniu 17 lipca zginął w wypadku samochodowym jeden z podoficerów batalionu. 20 lipca I rzut dowodzenia przesunięto do Offagna w związku z przejściem 2 KP do walk nad rzeką Cesano. Łączność na tym etapie walk odbywała się głównie przy pomocy radiostacji i łączników motorowych. Do dnia 25 lipca wybudowano sieć kablową łączności do 5 i 3 dywizji oraz do dowódcy artylerii korpusu. W okresie od 26 lipca do 6 sierpnia rozbudowano sieć łączności kablowej (telefonicznej) wprzęgając ponownie korpus włoski gen. Utili’ego i 28 lipca wysłano do pułku ułanów karpackich zespół łączności z radiostacją. 27 lipca 1944 roku od ognia artyleryjskiego poległo 4 żołnierzy batalionu, a jeden został ranny, ponownie tego dnia na minie ranny został jeden oficer. Od tego dnia zmieniono organizację batalionu zgodnie z rozkazem dowódcy korpusu L.dz. 1431/204/AG/Tjn. Etat ten obowiązywać miał od 1 sierpnia 1944 r. w tym czasie batalion otrzymał uzupełnienie do etatu w ilości 45 szeregowych z 7 DP. W rejonie Monte S. Vito utworzono ośrodek łączności dla posterunku bojowego dowódcy 2 KP połączony został z I rzutami dowództw związków taktycznych korpusu i artylerii korpuśnej. 9 sierpnia rozgorzały walki o rzekę Cesano, w dniu następnym w posterunku dowódcy rozwinięty został I rzut dowodzenia. 12 sierpnia do utworzonego Zgrupowania Kawalerii gen. Zygmunta Bohusza-Szyszki (cztery pułki kawalerii pancernej i jako wsparcie 7 pak) 11 batalion oddelegował silny oddział łączności 2 oficerów i 30 szeregowych. Od 10 do 15 sierpnia 1944 r. 2 Korpus Polski przygotowywał się do walk o dojście do rubieży rzeki Metauro. W ramach tych przygotowań włączono do sieci kablowej dowództwo 3 DSK w Senigalli, 2 Grupy Artylerii w Filleto zdublowano sieć do Zgrupowania Kawalerii i 5 KDP. W II fazie przygotowań zbudowano sieć kablową dla całej artylerii korpusu i połączono do sieci kablowej artylerii poszczególnych dywizji. Ponadto włączono do sieci kablowej 2 B Panc. oraz wzmocniono ją pododdziałem do budowy linii kablowej. W okresie od 19 do 22 sierpnia oddziały 2 Korpusu w trakcie natarcia zdobyły pozycje na linii rzeki Metauro. Z uwagi na to rozwinięto ośrodek łączności dla I rzutu dowództwa korpusu w Ponticelli łącząc jak zwykle z podległymi dywizjami, grupą artylerii i brygadą pancerną. W tym samym okresie zlikwidowano łączność radiową z oddziałami włoskimi 12 sierpnia z „Bandą Maiella”, a 21 sierpnia z Korpusem Włoskim gen. Utili’ego. Z tym dniem wysłano zespoły łączności z radiostacjami do Korpusu Kanadyjskiego i do 8 Armii Bryt. Od 25 sierpnia 1944 roku 2 KP podjął działania mające na celu wykonanie natarcia w celu dojścia do „Linii Gotów” oraz przełamanie jej. Od tego dnia elementy 2 kompanii 11 batalionu uruchomiły ośrodek łączności w posterunku dowodzenia dowódcy korpusu w Monteporzio, natomiast 1 kompania wybudowała połączenia telefoniczne do 5 KDP, Grupy Kawalerii, 2 Grupy Artylerii i 2 B Panc. oraz do II rzutu dowództwa korpusu w Senigalli. Podczas budowy sieci łączności został ranny odłamkiem miny jeden z podoficerów batalionu. Rozpoczęte nocnym natarciem 5 KDP i Grupy Kawalerii powodzenie znacznie przesunęły linię frontu na północ. Spowodowało to przemieszczenie się I rzutu dowództwa w miejsce budowanego posterunku dowódcy korpusu. W okresie od 25 do 31 sierpnia 1 kompania budowała kablowe połączenia za nacierającymi jednostkami 5 KDP i Zgrupowania Kawalerii oraz 2 GA. W dniu 29 sierpnia w wypadku samochodowym zginął dowódca 21 plutonu, a od odłamków min zginął w tym samym dniu jeden żołnierz i jeden został ranny, a nazajutrz jeszcze jeden szeregowy zginął od miny. 30 sierpnia zmienił miejsce I rzut dowództwa korpusu na Cuccurano, a 31 sierpnia II rzut na Fano. W związku z luzowaniem w dniu 31 sierpnia 5 KDP przez 3 DSK nastąpiła ponowna przebudowa łączności kablowej. Dalsze natarcie 3 DSK 1 i 2 września 1944 r. przyniosła nowe zadania dla batalionu. Pluton łączności dowódcy artylerii korpusu z uwagi na działania pościgowe niejednokrotnie był wspomagany przez drużyny z 1 kompanii, a także z uwagi na umieszczanie SD (stanowiska dowodzenia) w pobliżu I rzutu dowództwa korpusu. Dynamika działań korpusu wzmogła też natężenie działań służby remontowej i naprawczej batalionu, także zadania organów zaopatrzenia. Batalion dysponował ok. 180 pojazdami i kilkudziesięcioma radiostacjami i kilkuset telefonami i innymi urządzeniami kablowymi. Sumą wysiłku batalionu jest wykonanie 1895 km linii telefonicznych, odebranych i nadanych dziennie szyfrowanych grup to 30 000, ilość telegramów wewnątrz sieci korpusu z i do obu rzutów dowództw korpusu to w ciągu doby 200 i 150. Ponadto poczta służbowa na szczeblu korpusu to dziennie ok. 2 500 listów zwykłych i rejestrowanych. Sekcje szyfrów w trakcie kampanii adriatyckiej odnotowały 1261 telegramów z 86 589 grup szyfrowych. Żołnierze plutonów gońców motorowych przejechali w ciągu doby, w przeliczeniu na jednego gońca 120 km. Pod koniec pierwszej dekady września batalion przeszedł na odpoczynek i konserwację i naprawę sprzętu do Porto Recanati wydzielając do stałej obsługi dowództwa 2 KP w Numana trzy plutony z batalionu.

### Kampania Apenińska
W dniu 9 października 1944 roku do budowy stanowisk dowodzenia II i I rzutu korpusu w miejscowości Bibiena i S. Pietro in Bagno wyruszył wysunięty rzut łączności batalionu, 10 października całość 11 batalionu. Od 12 października dowództwo 2 Korpusu objęło odpowiedzialność za odcinek frontu w Apeninach. Batalion budował sieć łączności pomiędzy rzutami dowództwa korpusu i pomiędzy dowództwem 5 KDP i 2 GA oraz linię dla regulacji ruchu z uwagi na jedną drogę (szosę nr 71) dla zaopatrzenia i komunikacji 2 KP. W miarę natarcia 5 KDP pododdziały batalionu układały sieć kablową. Aby wzmóc moc natarcia 5 KDP 26 października wzmocniono go 2 Brygadą Strzelców Karpackich. Od 1 do 4 listopada do natarcia na lewo od dywizji kresowej, została wprowadzona dywizja karpacka. Zmusiło to 11 batalion do budowania nowych sieci łączności kablowej pomiędzy dywizjami i korpusem, która wynosiła 45 km. Wymusiło to zmiany dyslokacji i tak pomiędzy 9, a 12 listopada przesunięto I rzut do Premilcuore, II rzut Ruffino. Z uwagi na bardzo trudny teren górski 11 batalion został podzielony na dwie grupy, pierwsza składająca się z dowództwa batalionu 2 kompanii stacyjnej, części 3 kompanii i części kompanii dowodzenia wraz z I rzutem dowództwa, druga część w Strada San Zeno z 1 kompanią telefoniczną budowlaną i częścią kompanii dowodzenia. Zbudowano z częściowym wykorzystaniem linii brytyjskich łączność z 8 Armią Brytyjską, sąsiednim 13 Korpusem Brytyjskim i 5 Armią Amerykańską. Długość wybudowanych linii to 180 km kablowych i 170 km stałych. Pomiędzy 12 a 19 listopada wskutek postępów w natarciu obu dywizji nastąpiła potrzeba zmiany miejsc obu rzutów korpusu; I do Predapio Nuovo, a II rzut do Meldola. Budowa sieci łączności do tych miejsc została zrealizowana w dniach 24 i 25 listopada. Z frontu została odwołana dywizja kresowa, a pozostała tylko 3 DSK i 2 GA i jednostki te zwolniły tempo posuwania się w natarciu. Dalsza rozbudowa łączności wokół Faenzy podczas ostrzału artylerii npla z rejonu miasta powodowała potrzebę częstych napraw i budowy linii zapasowych i zdublowanych. Od połowy grudnia na odcinek weszła 5 KDP i do jej I rzutu dowództwa w Brisighelli wybudowano nową linię. W okresie noworocznym 1945 roku trwała burza śnieżna, która mocno uszkodziła linie kablowe. Stąd odbudowa i naprawa trwała cztery dni stycznia. Z linii frontu zszedł cały 2 KP i został dyslokowany na sto kilkadziesiąt kilometrów na zapleczu, z wyjątkiem 3 DSK i 2 GA, które weszły w skład 5 Korpusu Brytyjskiego. Na zapleczu pozostała jedynie 3 kompania łączności wzmocniona po jednym plutonie i po jednej drużynie z 1 i 2 kompanii w rejonie Predapio i Meldola. 11 batalion przeszedł na odpoczynek do miasteczka Pesaro. W Pesaro od 8 stycznia do 10 lutego, rozpoczęto szkolenie oficerów i podoficerów, kontynuowano szkolenie w Szkole Podoficerskiej (78 elewów) oraz 25 szeregowych z 7 Dywizji Piechoty. przybyłych jako uzupełnienie stanu. Utworzono i szkolono nowy 22 pluton telegraficzny, wysyłano żołnierzy batalionu na kursy do brytyjskiego ośrodka łączności przy 8 Armii Brytyjskiej.

### Obrona nad rzeką Senio
Od 11 lutego 1945 roku dowództwo 2 KP objęło odcinek obrony nad rzeką Senio od Faenzy do Monte Tondo. W I rzucie korpusu na linii frontu przebywały 3 DSK Włoska Grupa Bojowa „Friuli” oraz 2 GA. Jako pierwsza nad Senio przybyła 2 kompania i rozwinęła ośrodki łączności I rzutu w Castrocaro i II rzutu w Meldola. W większości sieć łączności już istniała. 12 lutego 3 kompania zbiorcza została rozdzielona do swoich jednostek. Batalion głównie dozorował i naprawiał uszkodzenia linii telefonicznych podczas walk obronnych nad rzeką Senio. Statyczne działania batalionu trwały do 21 marca 1945 roku, następnie trwały do 8 kwietnia przygotowania do bitwy o Bolonię.

### Bitwa o Bolonię
Na podstawie wytycznych do bitwy z dnia 21 marca 1945 roku 11 batalion łączności przystąpił do planowania i organizowania sieci łączności do zapowiedzianej bitwy. Na mocy wytycznych szefa łączności korpusu w ramach przygotowań z batalionu wydzielono kombinowany 16 pluton łączności i wysłano do dyspozycji Grupy „Rud”. Od 1 do 5 kwietnia 1 kompania łączności wybudowała trzy podwójne linie kablowe do I i II rzutu dowództwa korpusu i I rzutu dowództwa 3 DSK i Grupy „Rud” oraz dla służby regulacji ruchu. Wybudowane ośrodki łączności zostały zajęte 7 kwietnia 1945 r. 9 kwietnia dywizja karpacka przystąpiła do natarcia i sforsowała rzekę Senio. W związku ze zmianą SD 3 DSK 11 kwietnia 1 kompania budowała dalsze linie w ślad za „karpatczykami” i Grupą „Rud”, kompania ta poniosła stratę 6 podoficerów i szeregowych rannych od wybuchu min. Dalszy postęp dywizji karpackiej 12 i 13 kwietnia doprowadził do sforsowania rzeki Santerno i umożliwiła wprowadzenie drugorzutowych sił korpusu. Jednostki batalionu 14 kwietnia budowały sieć połączeń linii kablowych do Grupy „Rud” w Imoli, SD 5 KDP w Mordano, Grupy „Rak”, 43 brygadzie Gurkha i 2 GA. Również w tym dniu batalion zmuszony był naprawiać kilkaset metrów linii kablowych z uwagi na zniszczenie jej przez jednostkę brytyjskich czołgów, ponadto z uwagi na zatłoczenie dróg i opóźnienia wynikłe z budowy mostów spóźnieniu uległa budowa nowych połączeń do posuwających się do przodu rzutów dowództw podległych korpusowi dywizji, grup i brygad. W dniach 15 i 16 kwietnia w ślad za nacierającymi własnymi wojskami trwała dalsza rozbudowa linii kablowych. Ponadto w dniu 16 kwietnia rozwinięto ośrodki łączności rzutów dowództwa korpusu I w Mordano, a II w Mazzolana. Ze względu na dynamikę natarcia niejednokrotnie łączność telefoniczna i telegraficzna była wspomagana lub zastępowała łącznością radiową oraz przez gońców. 17 i 18 kwietnia czołowe oddziały Grupy „Rud”, dywizji kresowej, 43 brygady Gurkha osiągnęły następne rubieże rzeki Gaiano i tym samym 43 brygada została wyłączona ze składu 2 KP. 19 i 20 kwietnia „kresowiacy” dotarli do rzeki Idice, Grupa „Rud” sforsowała rzekę Quaderno. 20 kwietnia do pierwszego rzutu ponownie zostaje wprowadzona 3 DSK i do jej SD doprowadzono sieć łączności kablowej. W dniu 21 kwietnia w dalszym ciągu trwał pościg za nieprzyjacielem i walki na rubieżach licznych kanałów i rzek. Tego dnia jako pierwsza Grupa „Rud” wkroczyła do Bolonii, w ślad za wojskami przesuwały się do przodu I i II rzut dowództwa korpusu Casola Casina oraz 2 Grupy Artylerii i obu dywizji piechoty korpusu. 22 kwietnia cała sieć łączności kablowej była gotowa, została rozwiązana Grupa „Rud”, a zarazem dzień ten był ostatnim dniem walki 2 KP na froncie i ostatnim dniem funkcjonowania 11 batalionu łączności w warunkach bojowych. Do końca kwietnia batalion rozbudowywał sieć łączności dla jednostek stacjonującego w okolicach Bolonii 2 KP, na początku maja 1945 r. 14 pluton budowy linii telefonicznej został odkomenderowany do dyspozycji 8 Armii Brytyjskiej, przez miesiąc budował linie telefoniczne dla dowództwa armii w Wenecji i rejonie Udine.

## Praca batalionu w okresie pokoju
W maju batalion otrzymał uzupełnienie do wszystkich pododdziałów w liczbie 168 żołnierzy. W pierwszych dniach czerwca batalion przechodzi w całości do miejscowości Imola, gdzie buduje i uruchamia 5 czerwca ośrodek łączności I rzutu dowództwa korpusu. 12 czerwca na minie ginie na minie 1 żołnierz ze składu batalionu. W połowie czerwca dołączył do jednostki 22 pluton telegraficzny stacjonujący od czasu sformowania w Bazie 2 KP w sile 1 oficera i 43 szeregowych. Oprócz szkolenia szczególnie nowego wcielenia i 22 plutonu pozostali żołnierze przebywali rotacyjnie na urlopach i wycieczkach. W pierwszych dniach lipca batalion przeszedł do Porto San Giorgio w miejscu tym rozwinął ośrodek łączności dla całości dowództwa i sztabu korpusu. Do batalionu przybyli oficerowie łączności z obozów jenieckich z terenu Niemiec i internowania ze Szwajcarii. W listopadzie 1945 roku batalion przemieścił się wraz ze sztabem korpusu do Ancony i Falconara, uruchomił ośrodek łączności oraz sieć łączności wewnętrznej z ponad 200 abonentów. Od początku roku 1946 żołnierze batalionu szkolili się w zawodach cywilnych jako łącznościowcy – monterzy przy okazji remontując sieć łączności cywilnej telekomunikacji. Kilkudziesięciu żołnierzy 11 batalionu wyemigrowało do Kanady, ponad 40 oficerów i szeregowych odeszło na studia uniwersyteckie i do szkół średnich. Od maja i czerwca batalion zaczął zdawać sprzęt techniczny i pojazdy do składnic, a pod koniec lipca wyjechał do Wielkiej Brytanii rzut przygotowawczy batalionu. W październiku i listopadzie 1946 roku 11 batalion ewakuowany został do W. Bryt., demobilizując 29 żołnierzy we Włoszech. W Wielkiej Brytanii batalion zakwaterowany został w po lotniczym obozie „Angle Air Field” w hrabstwie Pembroke. W grudniu dołączył przybyły rzut likwidacyjny z Włoch. W styczniu 1947 roku włączono do 11 batalionu 385 kompanię łączności. Od stycznia do marca w ramach PKPR następowała demobilizacja batalionu 34% żołnierzy powróciło do kraju, reszta pozostała na emigracji. Około 400 żołnierzy wraz z innymi oddziałami tj. 350 kompanią materiałową i 385 kompanią łączności utworzyli 411 Oddział PKPR z dniem 1 kwietnia 1947 roku.

## Szkolenie
W czasie tworzenia batalionu działała zorganizowana jeszcze przy 1 płącz Szkoła Podchorążych Wojsk Łączności i 6-tygodniowy kurs instruktorski dla innych rodzajów broni.
30 listopada 1942 w obecności gen. Zająca odbyła się promocja 28 oficerów i podchorążych. W tym samym dniu 72 szeregowych uzyskało stopień podchorążych.
Od listopada też rozpoczęto szkolenie motorowe. Kierował nim ppor. Marian Chyliński. Przeprowadzono 5 kursów po ok. 60 żołnierzy w każdym.
Kursantów egzaminowała komisja powołana rozkazem dowództwa AP na Środkowym Wschodzie.
W grudniu 1942 roku rozpoczęto kurs radiomechaników. Kursem kierował ppor. inż. Jan Morawski. Na dwóch turnusach przeszkolono ok. 80 żołnierzy.
W końcu 1942 zorganizowano dwa piętnastotygodniowe kursy dla ochotniczek z PSK. Kierownikiem kursu radiotelefonistek został ppor. Jerzy Sznabrachowski, a telefonistek por. Stefan Siedlanowski. Przeszkolono 30 radiotelefonistek i 50 telefonistek. W styczniu 1943 na 6-tygodniowym kursie przeszkolono wszystkich podoficerów na nowym sprzęcie łączności. 15 lutego uruchomiono kurs Szkoły Podoficerskiej. Kierownikiem został por. Lewicki.
W Kirkuku rozpoczął się nowy okres szkolenia. Batalion wziął udział w ćwiczeniach „Everton I” i „Everton II” wykazując się dobrym wyszkoleniem. W tym czasie posiadał już ok. 60% wyposażenia w sprzęt łączności i w samochody.

## Struktura organizacyjna
- 1 kompania – rozbudowywała oraz konserwowała linie telefoniczne
- 2 kompania stacyjna – obsługiwała centralę telefoniczną dowództwa Armii Polskiej na Środkowym Wschodzie
- pluton radiotelegraficzny specjalny „E” – utrzymywał łączność z naczelnym dowództwem Wojsk Polskich w Londynie.
- pluton radiotelegraficzny[28] – utrzymywał łączność z podległymi wielkimi jednostkami

W kwietniu 1943 na podstawie rozkazu nr 9 z 9 marca tego roku przeprowadzono następujące zmiany organizacyjne:
przemianowano kompanię parkową na kompanię dowodzenia i włączono do niej sekcję szyfrów,
1 i 2 kompania uzyskały jednakowy etat,
sformowano drużynę kontroli ruchu (oficer i 10 szeregowych).
W lipcu 1943 batalion przeformowano według brytyjskiego etatu W.E.808/l Nr 70653
do dyspozycji dowódcy 2 Grupy Artylerii odeszła 3 kompanii; z kompania łączności artylerii wyodrębniony z niej został pluton łączności dowódcy grupy artylerii korpusu (Cmdr. A. Group Pol. Art. Sign. Section) i pluton łączności dowódcy artylerii korpusu.
pluton radiotelegraficzny specjalny „E” przemianowany został na 11 pluton radiotelegraficzny specjalny
pluton informacyjny specjalny „C” na 12 pluton informacyjny specjalny.
Zgodnie z organizacją obowiązującą od 1 sierpnia 1944 roku
kompania dowodzenia (pluton gospodarczy, czołówka naprawcza, 13 pluton techniczny) 5 oficerów 74 szeregowych
1 kompania łączności (budowlana) (14, 15, 16 plutony budowy linii telefonicznej, 17 pluton konserwacji linii telefonicznej) 8 oficerów 219 szeregowych w zależności od potrzeb zmienna ilość plutonów budowlanych
2 kompania łączności (stacyjna) (pluton Radio „A” i „B”, pluton szyfrów, 18 i 19 plutony stacyjne, 20 i 21 plutony gońców motorowych) 10 oficerów, 276 szeregowych w zależności od potrzeb zmienna ilość plutonów telefonicznych stacyjnych i plutonów gońców motorowych.
3 kompania łączności (jednostek pozadywizyjnych) (pluton łączności artylerii korpusu z drużynami pułków artylerii 7 pappanc. 7 paplotn.l. 8 paplot.c. p pomiarów art., pluton łączności 10 b sap., pluton pułku ułanów karpackich) 3 oficerów 80 szeregowych.
Pod względem ewidencyjnym batalionowi podlegały; 11 pluton radio specjalny, 12 pluton informacyjny specjalny, drużyna kontroli ruchu radiowego, 389 pluton radiotelegraficzny średni, 386 etapowy pluton łączności.

## Obsada dowódcza batalionu
Dowódcy batalionu
- por. st. sp. piech. Bolesław Bolszio[a] (27 X 1941 – 19 III 1942)
- mjr Roman Banaszak – (19 III – 11 IV 1942[32])
- ppłk Jan Różański – (11 IV 1942 – 6 XI 1943)
- ppłk Eugeniusz Łysak – (6 XI 1943 – VIII 1944)
- mjr/ppłk Roman Banaszak – (VIII 1944 – 2 X 1944)
- ppłk Eugeniusz Łysak (2 X 1944 – 7 VII 1947)

Zastępcy dowódcy batalionu
- mjr Tadeusz Błoński (do VIII 1944)
- mjr Wacław Walknowski (21 I 1945[33]– 1947)

Adiutant batalionu (poniżej obsada IV-V 1944)
- por. Kazimierz Materski

Dowódca kompanii dowodzenia
- kpt. Władysław Juszczak

Dowódca 1 kompanii łączności
- kpt. Tadeusz Dąbrowicki de Gromoboy

Dowódca 2 kompanii łączności
- mjr Władysław Iżycki

Dowódca 3 kompanii łączności
- kpt. Stefan Czapliński

Pod względem ewidencyjno-sprzętowym podlegały:
- dowódca 11 plutonu radio specjalny - kpt. Antoni Ziółkowski
- dowódca 12 plutonu informacyjnego - kpt. inż. Józef Miński
- dowódca 386 etapowego plutonu łączności - por. Alojzy Jorman
- dowódca 389 plutonu radio średni PSK - por. Wojciech Wolicki-Wolszleger
- kierownik wsparcia lotniczego - mjr Franciszek Wysłołuch 
  - dowódca plutonu łączności wsparcia lotniczego - ppor. Władysław Ratomski
- dowódca parku łączności korpusu - por. Stanisław Kaczmarczyk
- dowódca drużyny kontroli ruchu łączności 2 Korpusu ppor. Antoni Michniewicz

## Symbole batalionu
Sztandaru nie posiadał.
Odznaka pamiątkowa zaprojektowana została przez mjr W. Walknowskiego w 1945 we Włoszech. W rysunku poza krzyżem w środku występuje syrena – znak 2 Korpusu, między ramionami krzyża występują symbole Iraku, Palestyny, Egiptu i Włoch. Krzyż w pionie przecina błyskawica – symbol łączności.
Wykonanie: F.M. Lorioli, Fratelli – Millano – Roma.